# Конская пиявка
Ко́нская, или еги́петская, или ни́льская пия́вка (лат. Limnatis nilotica) — вид кольчатых червей из подкласса пиявок (Hirudinea). Паразиты, питающиеся кровью позвоночных. Спинная сторона зеленовато-коричневая, брюхо более тёмное с синим или лиловым отливом; по бокам тела жёлтые полосы. Распространены в небольших пресных водоёмах в странах Средиземноморья, в Закавказье и Средней Азии. Жизненный цикл сходен с таковым у медицинской пиявки (Hirudo medicinalis).

## Питание
Из-за сравнительно слабого развития челюстной мускулатуры пиявки не способны прокусывать кожу и питаются на слизистых оболочках ротовой полости, дыхательных путей, мочеполовой системы и конъюнктивного мешка глаза, куда проникают во время купания жертвы или питья воды непосредственно из водоёмов. Из ротовой полости пиявки проникают в глотку, носоглотку или гортань. При питании паразит сильно увеличивается в размере и может вызвать закупорку дыхательных путей и удушение. Кроме млекопитающих и человека, конские пиявки могут питаться кровью земноводных.